# Зажече (Заверцянський повіт)
Зажече (пол. Zarzecze) — село в Польщі, у гміні Пілиця Заверцянського повіту Сілезького воєводства.
Населення — 198 осіб (2011).
У 1975-1998 роках село належало до Катовицького воєводства.

## Демографія
Демографічна структура станом на 31 березня 2011 року:
|          | Загалом | Допрацездатний вік | Працездатний вік | Постпрацездатний вік |
| -------- | ------- | ------------------ | ---------------- | -------------------- |
| Чоловіки | 99      | 17                 | 67               | 15                   |
| Жінки    | 99      | 10                 | 63               | 26                   |
| Разом    | 198     | 27                 | 130              | 41                   |